# قلعه رامرود
قلعه رامرود سیستان، یکی از جاذبه‌های تاریخی ناشناخته سیستان است. این قلعه ثبت ملی در ۹۵ کیلومتری مسیر جاده زابل به زاهدان در محدوده تاسوکی فعلی قرار دارد.
قلعه رامرود که هم اینک خرابه‌های آن باقی مانده به صورت چند ضلعی نامنظم است. مجموعه اصلی قلعه از دو قسمت تشکیل شده که گرداگرد هر یک را برج و بارویی جداگانه دربرگرفته است. قسمت مرکزی و شمال غربی قلعه شامل یک محوطه بزرگ و رواق‌هایی با قوس هلالی در مجاور حصار قلعه وجود دارد. در قسمت جنوب غربی، آثار سه واحد کوره پزی به صورت پراکنده دیده می‌شود که پی آنها همراه آجرهای تخریب شده و جوش کوره نمایان است. در بخش شرقی قلعه، دو ساختمان منفرد وجود دارد که از لحاظ معماری با اهمیت است. یکی از این گنبد ساختمان‌ها از خارج با نقشه هشت ضلعی و از داخل گنبد چلیپایی است. وجود سفال‌های دوره‌های ایلخانی و تیموری و همچنین کشف چینی‌های آبی، سفید و ظروف زرین فام دوره صفوی، نشان از آبادی این منطقه در آن زمان را دارد.

## پیشینه تاریخی

قلعه رامرود سیستان

محمداعظم سیستانی در کتاب سیستان بعد از اسلام، در مورد قلعه آورده است: قلعه فرخ و قلعه ترقون و خرابه‌های کندرک در امتداد قلعه رمرود، آثار تاریخی متعلق به بعد از دوره تیمور می‌باشد.
در این منطقه وجود سفال‌های دور ایلخانی و دوره تیموری و همچنین کشف چینی‌های آبی، سفید و ظروف زرین فام دوره صفوی، نشان از آبادی این منطقه در آن زمان را دارد.

## معماری
این قلعه به صورت چند ضلعی نامنظم می‌باشد و مجموعه اصلی قلعه از دو قسمت تشکیل شده که دور تا دور هریک را برج و باروی دربر گرفته است.
- قسمت مرکزی و شمال غربی قلعه شامل یک محوطه بزرگ و رواق‌هایی با قوس هلالی در مجاور حصار قلعه وجود دارد.
- در قسمت جنوب غربی، آثار سه واحد کوره پزی به صورت پراکنده دیده می‌شود که پی آنها همراه آجرهای تخریب شده و جوش کوره نمایان است.
- وجود سفال‌های دوره‌های ایلخانی و تیموری و همچنین کشف چینی‌های آبی، سفید و ظروف زرین فام دوره صفوی، نشان از آبادی این منطقه در آن زمان را دارد.
- در بخش شرقی قلعه، دو ساختمان منفرد وجود دارد که از لحاظ معماری با اهمیت است. یکی از این گنبد ساختمان‌ها از خارج با نقشه هشت ضلعی و از داخل گنبد چلیپایی می‌باشد.[۴]